# 小靈精勇闖太空城
《小靈精勇闖太空城》（英語：SpaceCamp）是一部1986年上映的美國科幻片，靈感來自美國亨茨维尔的美國太空營。本片由Harry Winer導演，主演包含凯特·卡普肖、凯莉·普雷斯顿、Larry B. Scott、莉亞·湯遜、塔特·多諾萬與華堅·馮力士。本片收穫褒貶不一的評價，且由於上映前五個月時發生了挑战者号航天飞机灾难，本片成為知名的「行銷宣傳噩夢」（即使本片在事發前就拍攝完畢）。

## 演員
- 凯特·卡普肖飾演Andie Bergstrom
- Tom Skerritt（英语：Tom Skerritt）飾演Zach Bergstrom
- 莉亞·湯遜飾演Kathryn Fairly
- 塔特·多諾萬飾演Kevin Donaldson
- Larry B. Scott（英语：Larry B. Scott）飾演Rudy Tyler
- 凯莉·普雷斯顿飾演Tish Ambrosé
- 華堅·馮力士飾演Max Graham
- 弗兰克·维尔克聲演科學家機器人Jinx

## 製作
本片的主體拍攝於1985年6月24日開始。

## 評價
爛番茄根據13篇影評給出46%的「新鮮度」。

## 翻拍
2020年1月，华特迪士尼公司宣布，他們正在著手製作本片的翻拍版，將透過Disney+發行。米奇·戴與Streeter Seidell簽約撰寫劇本，翻拍版將由华特迪士尼影片製作。

## 外部連結
- 官方网站 at MGM.com
- 美国电影学会目录上的《小靈精勇闖太空城》（英文）
- AllMovie上《小靈精勇闖太空城》的资料（英文）
- Box Office Mojo上《小靈精勇闖太空城》的資料（英文）
- 互联网电影数据库（IMDb）上《小靈精勇闖太空城》的资料（英文）
- 爛番茄上《小靈精勇闖太空城》的資料（英文）
- TCM电影资料库上《小靈精勇闖太空城》的资料（英文）